# جين الله
تقترح فرضية جين الله أن جينا معيّنا (VMAT2) يهيئ البشر تجاه التجارب الروحية أو الصوفية. وقد افترض الفكرة دين هامر مدير وحدة التنظيم والهيكل الجيني في معهد السرطان القومي الأمريكي، ومؤلف كتاب «جين الله»: كيف يكون الايمان ماثلا في جيناتنا. الكتاب نشر عام 2005
تستند فرضية جين الله على مزيج من الدراسات الجينية، العصبية والنفسية السلوكية. الحجج الرئيسية للفرضية هي:
- انه يمكن قياس كميه الروحانية بالقياسات النفسية.
- الميل إلى الروحانية الكامنة هي وراثية جزئية.
- أن يعزى جزء من هذا التوريث إلى جينات VMAT2
- هذه الجينات تتصرف عن طريق تغيير مستويات مونوامين.
- الأفراد الروحيين تم تفضيلهم عن طريق الانتقاء الطبيعي لأنها يمتلكون شعورا فطريا من التفاؤل، وهذا له اثار إيجابية في النهاية على المستوى المادي أو النفسي.

## الاقتراح
وفقًا لفرضية جين الله، فإن الروحانية تحتوي على مكون وراثي، يتألف (فِمات 2: ناقل أحادي الأمين الحويصلي 2) من مكون واحد من خلال المساهمة في الأحاسيس المرتبطة بالتجارب الروحانية، بما في ذلك الوجود الإلهي ومشاعر الارتباط بكون أكبر.
يستخدم البحث مقياس تعالي الذات الذي وضعه عالم النفس روبرت كلونينغر لقياس الروحانية باستخدام ثلاثة مقاييس فرعية هي: «نسيان النفس» (كما في الميل إلى الانشغال الكامل في بعض الأنشطة، مثل القراءة)، و«الهوية التجاوزية» (شعور بالارتباط بكون أكبر)، و«الروحانية» (انفتاح لتصديق أشياء لا تزال غير مثبتة، مثل الإدراك خارج الحواس (الحاسة السادسة)). يشير كلونينغر إلى أن هذه القياسات، إن أُخذت مجتمعة، تكون طريقة معقولة لتحديد كمية ميل الفرد (جعله قابلًا للقياس) نحو الروحانية.
تبين أن مقياس تعالي الذات قابل للتوريث من خلال دراسات توءمية كلاسيكية أجراها كل من ليندون إيفز ونيكولاس مارتن. أظهر عملهم أن ما يقرب من 40% من التفاوت في تعالي الذات يرجع إلى الجينات. على النقيض من ذلك، تبين أن معتقدات دينية محددة (مثل الإيمان بإله معين) لا تقوم على أساس وراثي، بل إنها تشكل وحدات أو ميمات ثقافية. استُخلصت استنتاجات مماثلة من دراسات أجريت على توءمين متطابقين.
من أجل تحديد بعض الجينات المحددة المشاركة في تعالي الذات، حلل هامر الحمض النووي الصبغي وبيانات نقاط الشخصية من أكثر من ألف فرد وحدد موقع معين، وهو فِمات 2، مع ارتباط كبير. يرمز فِمات 2 إلى ناقل أحادي الأمين الحويصلي 2 الذي يلعب دورًا رئيسيًا في تنظيم مستويات مواد الدماغ الكيميائية لكل من السيروتونين والدوبامين والنورإبينفرين. يُفترض أن هذه الناقلات أحادية الأمين تلعب دورًا مهمًا في تنظيم أنشطة الدماغ المرتبطة بالمعتقدات الروحانية.
افترض هامر أن تعالي الذات قد يوفر ميزة تطورية من خلال تزويد البشر بحس فطري من التفاؤل يعطي الناس الإرادة اللازمة للاستمرار في العيش والإنجاب، رغم حتمية الموت، وتعزيز الصحة الأفضل والتعافي من الأمراض.

## ردود علمية
في الدماغ، تقع بروتينات فمات 2 على حويصلات مشبكية. ينقل فمات 2 ناقلات عصبية أحادية الأمين من العصارة الخلوية من عصبونات أحادية الأمين إلى الحويصلات. يقول بي زيت مايرز: «إنها مضخة. مضخة صغيرة جدًا مسؤولة عن تعبئة النواقل العصبية لتصديرها في أثناء نشاط دماغ. نعم، إنها مهمة، وقد تكون نشطة وضرورية في أثناء تجهيز الطلبات الأعلى، مثل المعتقد الديني. لكن هناك شيئًا واحدًا ليس من ضمنها هو «جين الله»».
زعم كارل زيمر إمكانية وصف فمات 2 بأنه جين يمثل أقل من واحد بالمئة من التباين في درجات تعالي الذات. يقول زيمر إن هذه الدرجات قد تعني أي شيء من الانتماء إلى حزب الخضر إلى الإيمان بالإدراك خارج الحواس. يشير زيمر أيضًا إلى أن نظرية جين الله تستند إلى دراسة واحدة غير منشورة وغير متكررة. مع ذلك، لاحظ هامر أن أهمية اكتشاف فمات 2 لا تكمن في أنه يفسر كل المشاعر الروحانية أو الدينية، بل في كونه يشير إلى الطريق نحو مسار عصبي بيولوجي واحد قد يكون مهمًا.